# Кембра
Кембра — неклассифицированный папуасский язык, на котором говорят 20 человек на западе острова Новая Гвинея (регионы Джаявиджая Кабупатен и Окбибаб Кекаматан, восточнее реки Согбер). Похоже, язык будет использовать от 20% до 60% этнического населения и далее не будет передаваться детям, что делает его исчезающим языком[стиль].